# Oligacanthorhynchus lerouxi
Espèce
Synonymes
- Echinopardalis lerouxi Bisseru, 1956 - protonyme

Oligacanthorhynchus lerouxi est une espèce d'acanthocéphales de la famille des Oligacanthorhynchidae. C'est un parasite digestif du Chacal d'Afrique centrale.

## Étymologie
Son nom spécifique, lerouxi, lui a été donné en l'honneur du Dr. P. L. Leroux.

## Publication originale
- (en) B. Bisseru, « On a new acanthocephalan, Echinopardalis lerouxi n. sp., from a jackal (Canis adustus) in Central Africa », Journal of Helminthology, Cambridge University Press, vol. 30, no 1,‎ 1er janvier 1956, p. 41-50 (ISSN 0022-149X et 1475-2697, OCLC 1754614, PMID 13319682, DOI 10.1017/S0022149X0003296X).